# Hồ Kariba
Hồ Kariba là hồ chứa nước nhân tạo lớn nhất thế giới theo thể tích. Nó nằm cách Ấn Độ Dương 1300 km về phía thượng lưu, dọc theo biên giới giữa Zambia và Zimbabwe. Hồ Kariba đã được lấp đầy trong năm 1958 đến 1963 sau khi hoàn thành đập Kariba trên sông Zambezi.
Thị trấn Kariba của Zimbabwe được xây dựng cho công nhân xây đập, trong khi một số khu định cư khác như làng Binga, Mlibizi ở Zimbabwe và Siavonga, Sinazongwe ở Zambia trở thành nơi tái định cư của người dân sau khi hồ được hình thành.

## Liên kết
- Tư liệu liên quan tới Lake Kariba tại Wikimedia Commons